# Notenstecher-Gehilfen-Verband
Der Notenstecher-Gehilfen-Verband wurde 1872 gegründet. Die freie Gewerkschaft organisierte im Deutschen Kaiserreich und in der Weimarer Republik die Beschäftigten, die für die Herstellung von Druckformen für Musikalien benötigt wurden.

## Geschichte
Die Gewerkschaft wurde 1872 gegründet. Sie war Mitglied in der Generalkommission der Gewerkschaften Deutschlands und beim Nachfolger Allgemeiner Deutscher Gewerkschaftsbund. Am 1. Juli 1920 schloss sich der Notenstecher-Gehilfen-Verband dem Verband der Lithographen, Steindrucker und Verwandten Berufe an.